# Стефан Контостефан
Стефан Контостефан (грч. Στεφανος Κοντοστεφανος) је био Паниперсеваст, мега дукс (велики војвода) и војсковођа Византијског царства.

## Биографија
Био је син севастократора Исака Контостефана, који је служио као војни заповедник већи део владавине цара Алексија I Комнина, уздигавши се до положаја адмирала (таласократора) током рата против Нормана 1107–1008. Стефан је трећи познати представник породице Контостефан са именом Стефан по оснивачу породице и његовом стрицу.
Стефан Контостефан се 1125/1126 оженио принцезом Аном Комнином (* 1100), ћерком византијског цара Јована II Комнина (1087—1143) и царице Ирине Угарске (1088—1134), и добио титулу Паниперсеваста.
Нема података о каријери и улози Стефана Кондистефана у време владавине цара Јована II Комнина, али је у време владавине цара Манојла I уживао изузетну наклоност цара и највероватније је био међу рођацима који су подржавали Манојлово ступање на власт, игноришући права старијег његовог брата Исака Комнина. Када је цар Манојло I Комнин одлучио да свргне патријарха Козму II Атика због подршке свом старијем брату, Стефан Контостефан је био међу царевим рођацима који су учествовали на синоду фебруара 1147. године, који је осудио и сменио патријарха под изговором да подржава богумилство. монах Нифон. Када је побеснели патријарх проклео царичину утробу да никада не роди мушко дете, нервозни и импулсивни, по речима Никите Хонијата, Стефан Контостефан је покушао да физички нападне патријарха, али је у последњем тренутку стао. Ово је оставило лош утисак на све присутне, а сам свргнути патријарх Козма II Атик је предсказао Стефану да ће врло брзо добити заслужену казну за своје понашање.
Почетком 1148. године, цар Манојло I Комнин је започео војни поход против сицилијанских Нормана Роберта II, који су успели да заузму острво Крф. У овом походу копнена војска је поверена протостратору Алексију Аксуху, а командовање флотом Стефану Конфостефану, који је подигнут на положај великог војводе флоте. Прво је походом требало да руководи цар Манојло I лично, али је долазак немачког цара Конрада III у Цариград приморао цара да остане у престоници. Римске трупе су стигле на острво у новембру 1148. и опседале његову главну тврђаву. Када је прошао трећи месец од почетка опсаде, камен који је катапултирао из тврђаве ударио је и смртно ранио Стефана Контостефана док је надгледао склапање опсадне машине. Рањеног великог војводу однели су његов син Андроник и неколико Варјага на брод, где је и умро.
У једној од својих песама Теодор Продром, описујући Стефана Контостефана као дива чија је гробница била сувише мала да би га садржала, хвали његову храброст и војни успех у ратовима против Нормана, Турака Селџука, Кумана, Печенега и Словена у Илирику и Далмацији.

## Деца
Стефан Контостефан и Ана Комнин су имали четворо деце:
- Јован Контостефан († око 1166.)
- Алексије († 1176.)
- Андроник Контостефан († око 1182)
- Ирена, удата за Нићифора Вријенија († око 1166)[тражи се извор].